# Prostitute
Prostitute ist das vierte Studioalbum der deutschen Pop-Band Alphaville. Es ist das letzte Alphaville-Album mit Ricky Echolette.

## Entstehung
Das Album wurde von Alphaville selbst produziert und wie die Vorgänger in den Lunapark Studios, Berlin, eingespielt. Abgemischt wurde es in den Sarm West Studios in London. Frank Ross Man und Simone Legner waren als Assistant Engineers tätig. Einige Gastmusiker wirkten mit. John Themis etwa ist bei mehreren Titeln an der Gitarre zu hören, ebenso Rudy Nielson. Bei The Impossible Dream spielte der ehemalige Nena-Gitarrist Carlo Karges Rhythmusgitarre. Rene Decker spielte bei mehreren Songs das Saxofon, Rainer Bloss Keyboards und Piano. Das Design des Albums stammt von Jamie Rose, das Coverbild und die übrige Innengestaltung des Booklets von Knitone Purlone. Fotos wurden von Jan Hoffmann und Jutta Kiee Monsoon beigetragen.

## Titelliste
| Nr.          | Titel                       | Autor(en)                                    | Länge |
| ------------ | --------------------------- | -------------------------------------------- | ----- |
| 1.           | The Paradigm Shift          | Marian Gold, Bernhard Lloyd, Ricky Echolette | 3:47  |
| 2.           | Fools                       | Gold, Lloyd, Echolette                       | 3:53  |
| 3.           | Beethoven                   | Gold, Lloyd, Echolette                       | 5:35  |
| 4.           | Ascension Day               | Gold, Lloyd, Echolette                       | 5:45  |
| 5.           | The Impossible Dream        | Gold, Lloyd, Echolette, Eric Sooter          | 4:49  |
| 6.           | Parade                      | Gold, Lloyd, Echolette                       | 3:40  |
| 7.           | Ain’t It Strange            | Gold, Lloyd, Echolette                       | 5:23  |
| 8.           | All in the Golden Afternoon | Gold, Lloyd, Echolette                       | 3:35  |
| 9.           | Oh Patti                    | Gold, Lloyd, Echolette                       | 1:46  |
| 10.          | Ivory Tower                 | Gold, Lloyd, Echolette                       | 3:16  |
| 11.          | Faith                       | Gold, Lloyd, Echolette                       | 3:56  |
| 12.          | Iron John                   | Gold, Lloyd, Echolette, Rudy Nielson         | 3:44  |
| 13.          | The One Thing               | Gold, Lloyd, Echolette                       | 3:55  |
| 14.          | Some People                 | Gold, Lloyd, Echolette, Julie Ocean          | 4:37  |
| 15.          | Euphoria                    | Gold, Lloyd, Echolette                       | 7:05  |
| 16.          | Apollo                      | Gold, Lloyd, Echolette                       | 6:10  |
| Gesamtlänge: | Gesamtlänge:                | Gesamtlänge:                                 | 70:46 |